# Vore Ingeniører slaa Pontonbro
Vore Ingeniører slaa Pontonbro er en dansk dokumentarisk optagelse fra 1907 foretaget af Peter Elfelt.

## Handling
Danske ingeniørsoldater slår bro over å, og infanteriet løber straks over.